# Sławomir Wiatr
Sławomir Zdzisław Wiatr (ur. 4 stycznia 1953 w Warszawie) – polski polityk, wykładowca akademicki, poseł na Sejm kontraktowy (X kadencji), w latach 2001–2003 podsekretarz stanu w Kancelarii Prezesa Rady Ministrów.

## Życiorys
Ukończył w 1976 studia prawnicze na Uniwersytecie Warszawskim, następnie w 1980 uzyskał stopień doktora nauk politycznych. Pracę rozpoczął na Wydziale Nauk Politycznych UW, gdzie pracował jako asystent i adiunkt. W 1983 został adiunktem w Zakładzie Nauk Zarządzania Polskiej Akademii Nauk, a w 1988 w Instytucie Nauk Politycznych PAN. Pracował w Centralnym Ośrodku Metodycznym Studiów Nauk Politycznych UW. W latach 1980–1989 był sekretarzem, a następnie wiceprezesem i prezesem oddziału warszawskiego Polskiego Towarzystwa Nauk Politycznych oraz członkiem zarządu głównego tego towarzystwa.
W 1976 wstąpił do Polskiej Zjednoczonej Partii Robotniczej, w sierpniu 1989 został sekretarzem Komitetu Centralnego PZPR odpowiedzialnym za oświatę. Wziął udział w obradach Okrągłego Stołu w podzespole do spraw młodzieży. W latach 1989–1991 sprawował mandat posła X kadencji z okręgu wodzisławskiego. Następnie zajął się prowadzeniem działalności gospodarczej. Związany z Sojuszem Lewicy Demokratycznej, w rządzie Leszka Millera w latach 2001–2003 zajmował stanowisko podsekretarza stanu i pełnomocnika rządu ds. informacji europejskiej.
Po objęciu tego stanowiska Sławomir Wiatr oświadczył, że był świadomym i tajnym współpracownikiem organów bezpieczeństwa państwa w rozumieniu tzw. ustawy lustracyjnej. Kilka miesięcy później po nowelizacji przepisów złożył drugie oświadczenie, podając, że nie był świadomym i tajnym współpracownikiem organów bezpieczeństwa państwa. Z mocy prawa pierwsze oświadczenie uznano za niebyłe.
Zajął się później działalnością jako nauczyciel akademicki. Został rektorem Wyższej Szkoły Cła i Logistyki w Warszawie oraz rektorem Wyższej Szkoły Zarządzania i Prawa im. Heleny Chodkowskiej w Warszawie.
Syn Jerzego Wiatra. Odznaczony Srebrnym Krzyżem Zasługi.